# Grand Prix SAR La Princesse Lalla Meryem 2015
Il  Grand Prix SAR La Princesse Lalla Meryem 2015 è stato un torneo femminile di tennis giocato sulla terra rossa. È stata la 15ª edizione del torneo che fa parte della categoria International nell'ambito del WTA Tour 2015. Si è giocato a Marrakech in Marocco dal 26 aprile al 2 maggio 2015.

## Partecipanti

### Teste di serie
| Giocatrice | Nazionalità               | Ranking* | Testa di serie |
| ---------- | ------------------------- | -------- | -------------- |
| Spagna     | Garbiñe Muguruza          | 20       | 1              |
| Svizzera   | Timea Bacsinszky          | 22       | 2              |
| Italia     | Flavia Pennetta           | 26       | 3              |
| Ucraina    | Elina Svitolina           | 27       | 4              |
| Germania   | Mona Barthel              | 39       | 5              |
| Italia     | Roberta Vinci             | 41       | 6              |
| Slovacchia | Anna Karolína Schmiedlová | 46       | 7              |
| Porto Rico | Mónica Puig               | 47       | 8              |

* Ranking al 20 aprile 2015.

### Altre partecipanti
Le seguenti giocatrici hanno ricevuto una Wild card:
- Rita Atik
- Dar'ja Kasatkina
- Garbiñe Muguruza

Le seguenti giocatrici sono passate dalle qualificazioni:

- María Irigoyen
- Teliana Pereira
- Laura Siegemund
- Alison Van Uytvanck

La seguente giocatrice è entrata in tabellone come lucky loser:
- Urszula Radwańska

## Campionesse

### Singolare
Elina Svitolina ha sconfitto in finale  Tímea Babos per 7–5, 7–6(3).
- È il quarto titolo in carriera per la Svitolina, il primo del 2015.

### Doppio
Tímea Babos /  Kristina Mladenovic hanno sconfitto in finale  Laura Siegemund /  Maryna Zanevs'ka per 6–1, 7–6(5).